# Bewaarplaats voor moeilijkheden
Bewaarplaats voor moeilijkheden is een hoorspel van Jean Marsus. Dogi Rugani vertaalde het en de AVRO zond het uit maandag 18 oktober 1965. De regisseur was Bert Dijkstra. De uitzending duurde 58 minuten.

## Rolbezetting
- Willy Ruys & Harry Bronk (Bikkelhard & Zoetelief, beambten bij de bewaarplaats voor bagage en moeilijkheden)
- Hans Karsenbarg (Donato, markies d’Aubignac)
- Jan Borkus (Archibald, een rijke Engelsman)
- Sophia Frank (Faniëla, een zangeres)
- Trudy Libosan (Almandine, een rijke erfgename)
- Jérôme Reehuis (de luidsprekerstem van het station Vallorbe)

## Inhoud
Het grensstation Vallorbe heeft een wereldprimeur. De reizigers die daar een uur oponthoud hebben, worden via de luidsprekers als volgt toegesproken: “Vallorbe groet de geachte reizigers die zich nu op het gebied van de Zwitserse Bondsrepubliek bevinden. De trein heeft hier een oponthoud van een uur wegens douaneformaliteiten. Tijdens dit oponthoud stellen wij de reizigers in de gelegenheid kennis te maken met een vorm van dienstbetoon die wel enig genoemd mag worden. Naast het bagagedepot heeft Vallorbe een bewaarplaats voor uw moeilijkheden ingericht. Daar kunt u voor de prijs van 5 francs al de zorgen en moeilijkheden afgeven die uw vakantie dreigen te bederven…”